# Numbered Doors
Numbered Doors è l'ottavo album in studio della cantante folk Lori McKenna, pubblicato il 23 settembre 2014. Rolling Stone lo ha definito il 16° miglior album country del 2014.

## Tracce
1. The Time I've Wasted – 3:33 (Lori McKenna, Jesse Walker, Liz Rose)
2. Numbered Doors – 3:44 (McKenna)
3. Stranger in His Kiss – 4:34 (McKenna, Dean Fields)
4. God Never Made One of Us to Be Alone – 4:30 (McKenna)
5. All a Woman Wants – 3:17 (McKenna)
6. Rose of Jericho – 3:39 (McKenna, Drew Kennedy)
7. Love to Be Cruel for (featuring Mark Erelli) – 3:34 (McKenna, Ben Fields)
8. Good Marriage – 3:37 (McKenna)
9. Three Kids No Husband – 3:19 (McKenna, Brandy Clark)
10. Starlight – 3:24 (McKenna, Hillary Lindsey, Liz Rose)